# 丹尼爾·阿德隆
丹尼爾·阿德隆（德語：Daniel Adlung；1987年10月1日—）是一位德國足球運動員，在場上的位置是中場。他現在效力於澳大利亞職業足球聯賽球隊阿德莱德联。